# Simulium juxtacrenobium
Simulium juxtacrenobium is een muggensoort uit de familie van de kriebelmuggen (Simuliidae). De wetenschappelijke naam van de soort is voor het eerst geldig gepubliceerd in 1990 door Bass & Brockhouse.